# Maria Daszyńska
Maria Waleria Daszyńska z domu Paszkowska (ur. 1869, zm. 1934) − polska aktorka dramatyczna, pierwsza żona premiera II RP Ignacego Daszyńskiego.

## Życiorys
Pochodziła ze zubożałej polskiej szlachty żyjącej na Wołyniu. Jako aktorka zadebiutowała 14 stycznia 1894 r. rolą tytułową w dramacie Ksenia w Teatrze Miejskim w Krakowie. Przyjęta do zespołu, od marca 1894 r. do końca sezonu 1894/95 występowała w Krakowie. W następnym sezonie 1895/96 grała w Teatrze Polskim w Poznaniu. Od lutego 1896 r. ponownie grała w Krakowie, który opuściła we wrześniu tegoż roku. W następnym roku wyszła za mąż i jako mężatka występowała sporadycznie w Krakowie na patriotycznych wieczorach. Po ślubie poświęciła się wychowywaniu dzieci i prowadzeniu domu.

## Rodzina
W dniu 8 lipca 1897 r. w Wiedniu poślubiła późniejszego premiera i marszałka Sejmu, socjalistę Ignacego Daszyńskiego, ale nie podzielała jego poglądów politycznych. Daszyńscy mieli pięcioro dzieci − trzech synów i dwie córki bliźniaczki:
- Feliksa (1898–1940), który był porucznika rezerwy WP, a na początku II wojny światowej został uwięziony przez NKWD w obozie w Starobielsku i został rozstrzelany w Charkowie;
- Stefana (1902–1958), który był inżynierem górnikiem, geologiem, geografem, podróżnikiem, zmarł w Waszyngtonie;
- Jana (1904–1940), zmarł na gruźlicę;
- Helenę z męża Rummel (1908–1984), zmarła w Londynie;
- Annę (Hannę) z męża Borkowską (1908–1953)[1].